# Rêve éveillé dirigé
Pour l’article homonyme, voir Rêve éveillé (album).
Le rêve éveillé dirigé est une méthode psychothérapeutique élaborée par Robert Desoille dans les années 1930. Cette méthode s'appuie sur la fonction imaginative, qui à l'état de veille, se manifeste spontanément par la rêverie ou peut être activée par un signal sonore, visuel, ou toute autre sollicitation sensorielle. 
De même que la fonction imaginative peut être activée par le fait d'associer des images à une information entendue à la radio ou dans une conversation, de même elle peut être activée dans le cadre d'une thérapie, chez un sujet auquel le psychothérapeute a proposé cette méthode. 

## Description
Pour favoriser le travail de l'imaginaire, il est important que le patient soit bien détendu, installé sur un fauteuil de relaxation ou allongé sur un divan, dans un cadre qui permet cette détente : il s'agit en général d'une pièce calme, silencieuse, faiblement éclairée, ou tout au moins sans lumière vive. Dès que les images oniriques apparaissent dans l'esprit du patient, le thérapeute les note au fur et à mesure, ainsi que leurs mouvements, leur évolution, et le scénario que le sujet va lui décrire. 
Selon Nicole Fabre, qui a suivi les travaux de Desoille et les a développés ensuite, un rêve éveillé est caractérisé par trois critères,  dits les « 3 V » :
- Voir : il s'agit pour le patient de voir quelque chose : paysage, animaux, personnages, objets, etc.
- Vivre : le rêve éveillé suscite des sentiments et des émotions chez le patient, ce qui le distingue des méthodes projectives
- Verbaliser : le patient met en mots tout ce qu'il vit et voit au fil de son rêve éveillé.

Le thérapeute intervient principalement pour permettre le bon déroulement du rêve éveillé. Il peut faire au patient certaines propositions, par exemple se déplacer, regarder autour de lui… Le patient doit vivre son rêve éveillé dans l'ici et maintenant, il n'associe durant ce temps-là ni souvenirs ni interprétations aux images du rêve éveillé : pour permettre un développement optimal de l'imaginaire du patient dans son rêve éveillé, le travail d'interprétation et d'association des images avec des souvenirs du sujet, est en principe réservé à la séance suivante. Les perceptions ne sont pas seulement visuelles, mais aussi auditives, olfactives, kinesthésiques, etc. et s'accompagnent de ressentis émotionnels (tristesse, peur, admiration, colère...)
Si pour les premières séances, et parfois lors de séances ultérieures, le thérapeute propose une image de départ à son patient, celui-ci peut très vite être amené à laisser venir celles qui émergent spontanément.
Roger Dufour nomme rêve éveillé de situation (ou anabase) certains rêves éveillés qui partent d'une pensée ou d'une image surgissant en cours de séance. Dans ce cas, le thérapeute propose au patient d'élaborer un rêve éveillé à partir de cette image spécifique.
Le rêve éveillé fait l'objet lors de la/des séance(s) suivante(s) d'un travail d'association avec les symboles qui y sont apparus. Le thérapeute peut alors plus ou moins intervenir pour proposer ses propres associations.
Le rêve éveillé est représenté actuellement par trois écoles :
- Le Groupe International du Rêve Éveillé en Psychanalyse (GIREP) fondée par les élèves de Robert Desoille, qui publie la revue Imaginaire et inconscient.
- L'école du Rêve Éveillé Libre (EREL) fondée en 2007 par Georges Romey, qui conçoit le rêve éveillé libre en 1980. Elle est affiliée à l'ADREL.
- L'Analyse Intégrative Rêve Éveillé (A.I.R.E.) fondée par Jean-Marc Henriot en 2002. Il met au point le rêve-éveillé restaurateur.

### Textes-sources de Robert Desoille
D'après le Dictionnaire international de la psychanalyse (dir. A. de Mijolla), dans l'article de J. Launey, la théorisation de Robert Desoille se développe dans 7 ouvrages selon trois étapes :
- Robert Desoille (1938, 1945, 1961, 1971,1973),
  - Exploration de l'affectivité subconsciente par la méthode du Rêve Éveillé (1938)
  - Le Rêve Éveillé en psychothérapie (1945)
  - Théorie et Pratique du Rêve Éveillé Dirigé (1961)

### Orientations théoriques après Robert Desoille
Parmi « les principales orientations théoriques » (Nicole Fabre: 1985, Roger Dufour: 1978, Gilbert Maurey: 1995, Jacques Launey: 1983, Jean et Marie-Aimée Guilhot: 1987) des praticiens du Groupe International du Rêve Éveillé en Psychanalyse (G.I.R.E.P.) à partir des années 1970 et selon Jacques Launey, on peut citer des ouvrages de:
- Textes et travaux de Robert Desoille réunis par Nicole Fabre, recherches :
  - Desoille Robert, Le rêve-éveillé-dirigé : ces étranges chemins de l'imaginaire. Textes réunis par Nicole Fabre, Ramonville-Saint-Agne, Erès, 2006, 172 p. (ISBN 2-86586-866-4)
  - Desoille Robert, Marie Clotilde, une psychothérapie par le rêve éveillé, Payot, (ISBN 2-22888032-9)
- Nicole Fabre et Gilbert Maurey,
  - Fabre Nicole et Maurey Gilbert, Le rêve-éveillé analytique, Toulouse, Privat, 1985, 222 p. (ISBN 2-7089-7425-4)
- Nicole Fabre,
  - Fabre Nicole, Avant l'Œdipe, Rêve-éveillé-dirigé et fantasmes archaïques, Paris/New York/Barcelone, Masson, 1979, 149 p. (ISBN 2-225-63074-7)
  - Fabre Nicole, Deux imaginaires pour une cure, Paris, Bayard, 1992, 105 p. (ISBN 2-227-06724-1)
  - Fabre Nicole, Au miroir des rêves, Desclée de Brouwer, 2001 (ISBN 2-220-04940-X)
  - Fabre Nicole, Aux origines du rêve..., Le Bouscat, L'Esprit du Temps, 2007, 180 p. (ISBN 978-2-84795-098-4)
- Launay Jacques, Levine Jacques et Maurey Gilbert, Le rêve-éveillé-dirigé et l'inconscient, Bruxelles, Dessart-Mardaga, 1975, 455 p. (ISBN 2-87009-055-2)
- Dufour Roger, Ecouter le rêve, Paris, R. Laffont, 1978, 352 p. (ISBN 2-221-00085-4)

### Autres travaux de praticiens
- Descamps Marc-Alain, Le Rêve-Éveillé, Bernet-Danilo, coll. Essentialis, 1999  (ISBN 2-91266330-X)
- Guerdon David,
  - Le rêve éveillé initiation pratique, Oniros, 1993  (ISBN 2-90931801-X)
  - Guerdon David,Clés pour l'interprétation, Oniros, 1999  (ISBN 2-90931807-9)
- Mercier Elisabeth, Le rêve-éveillé-dirigé revisité, Paris/Montréal (Québec)/Budapest etc., L'Harmattan, coll. « Psycholo-giques », 2003, 191 p. (ISBN 2-7475-0762-9)
- Romey Georges,
  - Romey Georges, Rêver pour renaître, R. Laffont, coll. « Réponses », 1982 (ISBN 2-221-09950-8)
  - Romey Georges, Le rêve-éveillé libre, Paris, Albin Michel, 2001, 246 p. (ISBN 2-226-12136-6)
  - Romey Georges, Un escalier vers le ciel : la dynamique de l'imaginaire, voie d'éveil de la conscience, Paris, Médicis, 2009, 216 p. (ISBN 978-2-84454-595-4)

### Études générales
- Dictionnaire international de la psychanalyse (dir. Alain de Mijolla), articles de Jacques Launey: « Desoille, Robert » et « Rêve éveillé dirigé (R. Desoille) », Paris, © Calmann-Lévy: 2002, © Hachette Littératures: 2005.